# متلازمة النفق الزندي
متلازمة النفق الزندي المعروفة باسم متلازمة قناة غويون أو شلل المقود والناتجة عن انحباس للعصب الزندي في قناة غويون عند مروره بالمعصم، تبدأ الأعراض عادةً بالإحساس بخدر ووخز في إصبعي البنصر والخنصر قبل أن يتطور إلى فقدان للإحساس أو ضعف في الوظيفة الحركية للعضلات الداخلية لليد التي يغذيها العصب الزندي, وكثيراً ما تشاهد متلازمة النفق الزندي عند راكبي الدراجات المنتظمين بسبب الضغط المطول على قناة غويون ضد مقود الدراجة. ويوجد سبب شائع آخر لفقدان الإحساس في إصبعي الخنصر والبنصر يرجع إلى انحباس العصب الزندي في النفق المرفقي بالقرب من الكوع والذي يعرف باسم متلازمة النفق المرفقي.

## الأسباب
على الرغم من كونها مجهولة السبب في بعض الحالات, إلا أن العوامل المسببة لمتلازمة النفق الزندي تشمل الأورام والتكيسات العقدية والاستخدام المتكرر والتنوعات التشريحية وأمراض الأوعية الدموية المجاورة (الخثار أو تمدد الأوعية الدموية في الشريان الدموي).

## التشخيص

### التصنيفات

ثلاثة مواقع (مناطق) يمكن ضغط العصب الزندي داخل قناة الزندية

هناك ثلاث مواقع (مناطق) يمكن فيها الضغط على العصب الزندي داخل قناة غويون، وقد توصف متلازمة النفق الزندي بالموقع أو المنطقة داخل قناة غويون التي يتم فيها ضغط العصب الزندي. ينقسم العصب الزندي إلى فرع سطحي حسي وفرع عميق حركي، وبالتالي يمكن فصل قناة غويون إلى ثلاثة مناطق بناءً على الجزء المتضمن من العصب الزندي. وينتج عن هذه المتلازمة الناتجة إما وهن في العضلات أو ضعف في الإحساس في منطقة التوزيع للعصب الزندي.
|           | الموقع                                  | الأعراض           | الحالات المسببة                      |
| المنطقة 1 | المنطقة العلوية (قبل تشعب العصب الزندي) | أعراض حسية وحركية | عقد عصبية وكسر في خطاف العظم الكلابي |
| المنطقة 2 | حول الفرع الحركي العميق من العصب الزندي | حركي فقط          | عقد عصبية وكسر في خطاف العظم الكلابي |
| المنطقة 3 | حول الفرع الحسي السطحي من العصب الزندي  | حسي فقط           | أمراض في الشريان الزندي              |

تُعَد متلازمات النوع 2 من المنطقة الأكثر شيوعًا، في حين أن المنطقة 3 هي الأقل شيوعًا.

## العلاج
خط العلاج الأولي هو الأدوية المضادة للالتهابات أو حقن الكرتزون، وقد كانت هناك تجارب باستخدام القفازات التي تحمي العصب الزندي من الانضغاط، والخيار العلاجي الجذري هو الجراحة لتخفيف شد الرباط الرسغي الراحي الذي يشكل سقف قناة غويون وبتالي يتقلص الضغط على العصب الزندي.